# 馬瑟爾謝爾縣 (蒙大拿州)
馬瑟爾謝爾縣（英語：Musselshell County）是美國蒙大拿州中部的一個縣。面積4,846平方公里。根據美國2000年人口普查，共有人口4,497人。治所朗達普 (Roundup)。
成立於1911年。縣名來自同名的河流 (指的是河兩岸的貽貝)。